# Nate Powell
Pour les articles homonymes, voir Powell.
Compléments
site web : seemybrotherdance.org
Nate Powell (né en 1978 à Little Rock) est un auteur de bande dessinée et musicien américain.

## Biographie
Nate Powell naît en .1978 à Little Rock en Arkansas. Dès l'âge de 14 ans il auto-édite ses premiers comics. Il obtient un diplôme de l'école d'arts visuels de New York en 2000. En 2003 il publie Tiny Giants publié par Soft Skull. Le même éditeur publie l'année suivante It Disappears. En 2006, il réalise Please Release publié par Top Shelf Productions et The Sounds Of Your Name publié par Microcosm Publishing. Mais c'est surtout Swallow Me Whole publié en 2008 qui lui vaut la reconnaissance en remportant deux prix Ignatz et un prix Eisner. En 2011 sort Any Empire et en 2012 Silence of our Friends. écrit par Mark Long et Jim Demonakos. En plus de cette activité d'auteur de comics, Nate Powell dirige aussi un label musical punk nommé Harlan Records et joue dans des groupes punks. En 2016 il est le premier auteur de comics à recevoir le National Book Award pour le roman graphique Wake Up America (t. 3) écrit en collaboration avec Andrew Aydin (en) et de John Lewis qui siège à la Chambre des représentants des États-Unis.

## Œuvres publiées en français
- Swallow Me Whole, Casterman, coll. « Écritures », 2010.
- Le Silence de nos amis (dessin), avec Mark Long et Jim Demonakos (scénario), Casterman, coll. « Écritures », 2012.
- Any Empire, Sarbacane, 2012.
- Wake Up America (dessin), avec John Lewis et Andrew Aydin (en) (scénario), Rue de Sèvres :

1. 1940-1960, 2014.
2. 1960-1963, 2015.
3. 1963-1968, 2017.

- Get Up America (dessin), avec John Lewis et Andrew Aydin (scénario), Rue de Sèvres, 2022  (ISBN 9782810202393).
- Une histoire critique des États-Unis (d'après Lies My Teacher Told Me (en) de James W. Loewen (en)), Steinkis, 2025  (ISBN 9782368468814).

## Prix et récompenses
- 2008 : Prix Ignatz de la meilleure première bande dessinée pour Swallow Me Whole
- 2009 : 
  - Prix Eisner du meilleur album pour Swallow Me Whole
  - Prix Ignatz du meilleur auteur pour Swallow Me Whole
- 2016 :
  - Prix Eisner du meilleur travail inspiré de la réalité pour Wake Up America (t. 2) (avec John Lewis et Andrew Aydin (en))
  - Prix Harvey du meilleur album original et de la meilleure œuvre historique pour Wake Up America t. 2 (avec John Lewis et Andrew Aydin (en))
  - National Book Award pour le roman graphique Wake Up America (t. 3) (avec John Lewis et Andrew Aydin (en))
- 2017 :
  - Prix Eisner du meilleur travail inspiré de la réalité pour Wake Up America (t. 3) (avec John Lewis et Andrew Aydin (en))
  - Prix Inkpot